# Виктор фон Изенбург-Бирщайн
Виктор Александер фон Изенбург-Бюдинген-Бирщайн (на немски: Viktor Alexander Erbprinz zu Isenburg und Büdingen; * 14 септември 1802 в Бирщайн; † 15 февруари 1843 в Хайделберг) е наследствен принц на Изенбург-Бюдинген в Бирщайн.
Той е третият син на княз Карл фон Изенбург-Бирщайн (1766 – 1820) и съпругата му графиня Шарлота Августа фон Ербах-Ербах (1777 – 1846), дъщеря на граф Франц фон Ербах-Ербах (1754 – 1823) и принцеса Шарлота Луиза Поликсена фон Лайнинген-Дагсбург (1755 – 1785).
Най-големият му брат бездетният Волфганг Ернст III фон Изенбург (1798 – 1866) става 4. княз на Изенбург-Бюдинген-Бирщайн.

## Фамилия
Виктор Александер фон Изенбург-Бюдинген-Бирщайн се жени на 4 октомври 1836 г. в Клайнхойбах ам Майн за принцеса Мария Кресценция Еулалия фон Льовенщайн-Вертхайм-Розенберг (* 3 август 1813, Клайнхойбах; † 19 март 1878, Клайнхойбах), дъщеря на княз Карл Томас фон Льовенщайн-Вертхайм-Розенберг (1783 – 1849) и графиня София Лудовика Вилхелмина цу Виндиш-Грец (1784 – 1848). Те имат децата:
- Карл (II) Виктор Амадей Волфганг Казимир Адолф Бодо фон Изенбург-Бюдинген-Бирщайн (* 29 юли 1838, Бирщайн; † 4 април 1889 при Карлсбад), 5. княз на Изенбург-Бюдинген в Бирщайн, женен на 31 май 1865 г. в Брандайз, Бохемия за ерцхерцогиня Мария Луиза Австрийска-Тосканска (* 31 октомври 1845, Флоренция; † 27 август 1917, Ханау), дъщеря на велик херцог Леополд II от Тоскана и ерцхерцог на Австрия (1797 – 1870) и принцеса Мария Антония от Неапол-Сицилия (1814 – 1832), дъщеря на крал Франц I от двете Сицилии (1777 – 1830)
- София Шарлота Аделхайд Виктория Агнес (* 30 юли 1837, Бирщайн; † 5 юни 1887, Бирщайн), неомъжена
- Аделхайд Леополдина Еулалия София Мария фон Изенбург-Бюдинген-Бирщайн (* 10 февруари 1841, Офенбах; † 2 март 1861, Клайнхойбах ам Майн), омъжена на 18 октомври 1859 г. в Офенбах за княз Карл Хайнрих фон Льовенщайн-Вертхайм-Розенберг (* 21 май 1834 в Бор (Хайд), Бохемия, Австрийска империя; † 8 ноември 1921 в Кьолн)